# Leptogenys processionalis
Leptogenys processionalis е вид мравка от подсемейство Vespoidea.

## Класификация
Видът има два подвида:
- Leptogenys processionalis processionalis типов подвид разпространен в Индия, Шри Ланка и Индокитай
- Leptogenys processionalis distinguenda подвид характерен за остров Борнео, често класифициран като самостоятелен вид Leptogenis distinguenda

## Начин на живот
Мравките са номади, които често местят своите колонии. Те са и убежище на редица мирмекофилни организми като други насекоми, паяци, червеи, ракообразни и мекотели.